# Panamerikanische Spiele 2011/Leichtathletik – 50 km Gehen der Männer

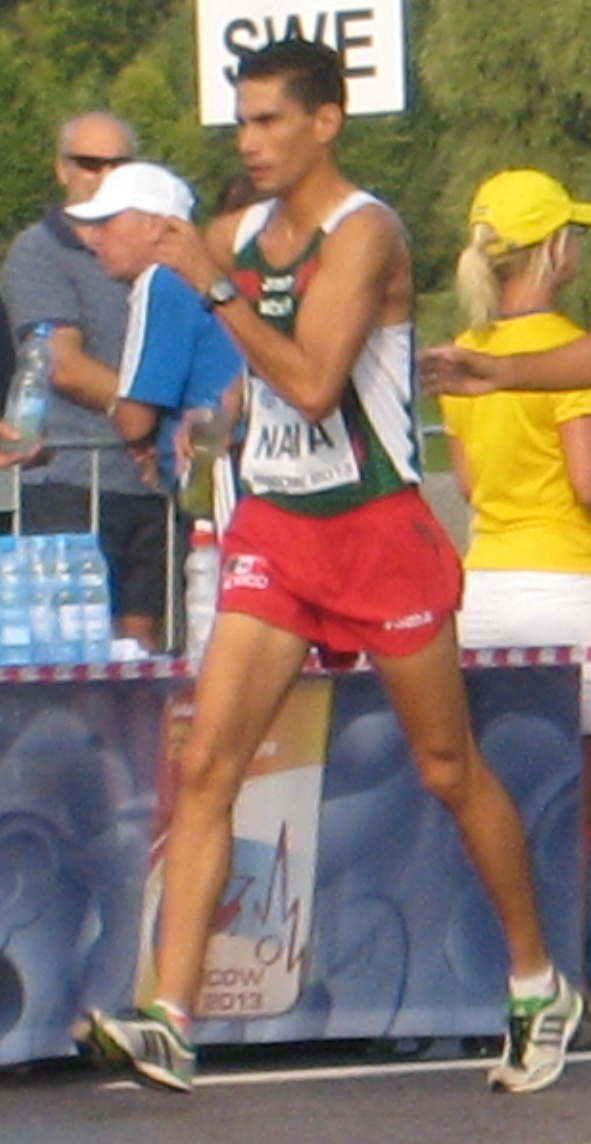
Der Sieger Horacio Nava (2013)

Das 50-km-Gehen der Männer bei den Panamerikanischen Spielen 2011 fand am 30. Oktober 2011 in Guadalajara statt.
16 Athleten aus neun Ländern nahmen an dem Wettbewerb teil. Die Goldmedaille gewann Horacio Nava nach 3:38:58 h, Silber ging an José Leyver Ojeda mit 3:49:16 h und die Bronzemedaille sicherte sich Jaime Quiyuch mit 3:50:33 h.

## Rekorde
Vor dem Wettbewerb galten folgende Rekorde:
| Weltrekord        | Denis Nischegorodow | 3:34:14 h | Tscheboksary, Russland                                | 11. Mai 2008  |
| Rekord der Spiele | Carlos Mercenario   | 3:47:55 h | Panamerikanische Spiele in Mar del Plata, Argentinien | 24. März 1995 |

## Ergebnis
30. Oktober 2011, 7:30 Uhr
| Platz | Athlet              | Land               | Zeit (h)   |
| ----- | ------------------- | ------------------ | ---------- |
|       | Horacio Nava        | Mexiko             | 3:48:58    |
|       | José Leyver Ojeda   | Mexiko             | 3:49:16 PB |
|       | Jaime Quiyuch       | Guatemala          | 3:50:33 PB |
| 4     | Fredy Hernández     | Kolumbien          | 4:00:12    |
| 5     | Jonathan Rieckmann  | Brasilien          | 4:04:07 PB |
| 6     | Emerson Hernández   | El Salvador        | 4:12:53    |
| 7     | Néstor Rueda        | Kolumbien          | 4:17:40    |
| 8     | Bernardo Calvo      | Costa Rica         | 4:21:19 PB |
| 9     | Benjamin Shorey     | Vereinigte Staaten | 4:33:25    |
|       | Anibal Paau         | Guatemala          | DNF        |
|       | Rolando Saquipay    | Ecuador            | DNF        |
|       | Allan Segura        | Costa Rica         | DNF        |
|       | Edward Araya        | Chile              | DSQ        |
|       | Andrés Chocho       | Ecuador            | DSQ        |
|       | Mario Santos Junior | Brasilien          | DSQ        |
|       | David Talcott       | Vereinigte Staaten | DSQ        |